# F1 Circus MD
F1 Circus MD est un jeu vidéo de course de Formule 1 sorti en 1991 sur Mega Drive. Le jeu a été développé par Nihon Bussan et édité par Nichibutsu.